# Carter Mazur
Carter Mazur, född 28 mars 2002, är en amerikansk professionell ishockeyforward som är kontrakterad till Detroit Red Wings i National Hockey League (NHL) och spelar för Grand Rapids Griffins i American Hockey League (AHL).
Han har tidigare spelat för Denver Pioneers i National Collegiate Athletic Association (NCAA) och Team USA och Tri-City Storm i United States Hockey League (USHL).
Mazur draftades av Detroit Red Wings i tredje rundan i 2021 års draft som 70:e spelare totalt.

## Statistik
| 2016–2017   | Little Caesars AAA Hockey Club U14 | HPHL        | 19 | 16 | 9  | 25 | 10 | — | — | — | — | —  |
| 2017–2018   | Little Caesars AAA Hockey Club U15 |             | 67 | 43 | 35 | 78 | 67 | — | — | — | — | —  |
| 2018–2019   | Little Caesars AAA Hockey Club U16 |             | 60 | 35 | 30 | 65 | —  | — | — | — | — | —  |
|             | Little Caesars AAA Hockey Club U16 | T1EHL       | 8  | 8  | 5  | 13 | 10 | — | — | — | — | —  |
|             | Team USA                           | USHL        | 3  | 0  | 1  | 1  | 0  | — | — | — | — | —  |
|             | U.S. National U17 Team             |             | 7  | 0  | 3  | 3  | 4  | — | — | — | — | —  |
|             | Tri-City Storm                     | USHL        | 1  | 0  | 0  | 0  | 0  | — | — | — | — | —  |
| 2019–2020   | Tri-City Storm                     | USHL        | 47 | 6  | 7  | 13 | 49 | — | — | — | — | —  |
| 2020–2021   | Tri-City Storm                     | USHL        | 47 | 20 | 24 | 44 | 37 | 3 | 1 | 1 | 2 | 4  |
| 2021–2022   | Denver Pioneers                    | NCAA        | 41 | 14 | 24 | 38 | 44 | — | — | — | — | —  |
| 2022–2023   | Denver Pioneers                    | NCAA        | 40 | 22 | 15 | 37 | 32 | — | — | — | — | —  |
|             | Grand Rapids Griffins              | AHL         | 6  | 3  | 3  | 6  | 0  | — | — | — | — | —  |
| 2023–2024   | Grand Rapids Griffins              | AHL         | 60 | 17 | 20 | 37 | 48 | 9 | 3 | 5 | 8 | 18 |
| 2024–2025   | Detroit Red Wings                  | NHL         | 1  | 0  | 0  | 0  | 0  | — | — | — | — | —  |
|             | Grand Rapids Griffins              | AHL         | 20 | 8  | 7  | 15 | 8  | — | — | — | — | —  |
| NHL totalt  | NHL totalt                         | NHL totalt  | 1  | 0  | 0  | 0  | 0  | — | — | — | — | —  |
| AHL totalt  | AHL totalt                         | AHL totalt  | 86 | 28 | 30 | 58 | 56 | 9 | 3 | 5 | 8 | 18 |
| NCAA totalt | NCAA totalt                        | NCAA totalt | 81 | 36 | 39 | 75 | 76 | — | — | — | — | —  |
| USHL totalt | USHL totalt                        | USHL totalt | 98 | 26 | 32 | 58 | 86 | 3 | 1 | 1 | 2 | 4  |

### Internationellt
| Källa: Uppdaterad: 2025-03-07 | Källa: Uppdaterad: 2025-03-07 | Källa: Uppdaterad: 2025-03-07 |         | Utv = Utvisningsminuter | Utv = Utvisningsminuter | Utv = Utvisningsminuter | Utv = Utvisningsminuter | Utv = Utvisningsminuter |
| År                            | Lag                           | Mästerskap                    | Matcher | Mål                     | Assists                 | Poäng                   | Utv                     |                         |
| ----------------------------- | ----------------------------- | ----------------------------- | ------- | ----------------------- | ----------------------- | ----------------------- | ----------------------- | ----------------------- |
| 2022                          | USA                           | JVM                           | 5       | 5                       | 2                       | 7                       | 0                       |                         |
| 2023                          | USA                           | VM                            | 10      | 1                       | 3                       | 4                       | 6                       |                         |
| Junior totalt                 | Junior totalt                 | Junior totalt                 | 5       | 5                       | 2                       | 7                       | 0                       |                         |
| Senior totalt                 | Senior totalt                 | Senior totalt                 | 10      | 1                       | 3                       | 4                       | 6                       |                         |